# Heidi Kollanen
Heidi Kollanen, född 6 juni 1997 i Tammerfors, är en finländsk fotbollsspelare som representerar Vittsjö GIK och det finländska landslaget. Hon har tidigare spelat för Ilves Tammerfors, Florida State Seminoles, PK-35 Vantaa, Tavagnacco och KIF Örebro.